# 东氿
东氿是一个位于中国江苏省宜兴市的湖泊，面积约为8平方千米。2005年2月，列入江苏省湖泊保护名录。